# Ryan O’Marra
Ryan O’Marra (* 9. Juni 1987 in Tokio, Japan) ist ein ehemaliger kanadischer Eishockeyspieler, der im Verlauf seiner aktiven Karriere zwischen 2003 und 2015 unter anderem 33 Spiele für die Edmonton Oilers und Anaheim Ducks in der National Hockey League (NHL) auf der Position des Centers bestritten hat. Darüber hinaus absolvierte O’Marra annähernd 300 weitere Partien in der American Hockey League (AHL).

## Karriere
O’Marra spielte zunächst in der Saison 2002/03 für die Mississauga Senators in der Greater Toronto Hockey League (GTHL). In derselben Spielzeit ging der Center außerdem für die Georgetown Raiders und Streetsville Derbys in der Ontario Junior Hockey League (OJHL) aufs Eis. Zur Saison 2003/04 debütierte der Kanadier für die Erie Otters in der Ontario Hockey League (OHL), die ihn zuvor bei der Priority Selection ausgewählt hatten. Nach einer soliden Debütsaison mit 32 Scorerpunkten in 63 Spielen der regulären Saison wurde der auch auf der Position des rechten Flügelstürmers einsetzbare Akteur zum Assistenzkapitän der Erie Otters ernannt. Es gelang ihm in den beiden folgenden Spieljahren seine Punkteausbeute mehr als zu verdoppeln, sodass O’Marra jeweils zweitbester teaminterner Scorer der Otters war. Während dieser Zeit wurde er beim NHL Entry Draft 2005 in der ersten Runde an insgesamt 15. Position von den New York Islanders aus der National Hockey League (NHL) ausgewählt. In der darauffolgenden Saison 2005/06 führte er die Erie Otters als Mannschaftskapitän aufs Eis.
Nachdem er Ende März 2006 einen dreijährigen Einstiegsvertrag bei den New York Islanders unterzeichnet hatte, debütierte der Stürmer daraufhin für deren Farmteam, die Bridgeport Sound Tigers, in der American Hockey League (AHL). Zur folgenden Saison kehrte der Angreifer nochmals in die OHL zurück, wurde jedoch noch vor Jahresende 2006 in einem Tauschhandel zu den Saginaw Spirit transferiert. Am 27. Februar 2007 wurden seine NHL-Transferrechte gemeinsam mit Robert Nilsson und einem Erstrunden-Wahlrecht im NHL Entry Draft 2007 an die Edmonton Oilers abgegeben, die dafür Ryan Smyth zu den New York Islanders schickten. Die folgenden drei Jahre verbrachte der Kanadier vorwiegend im AHL-Farmteam der Edmonton Oilers, die Springfield Falcons. Im Verlauf der Saison 2009/10 debütierte er in der NHL und stand in drei Begegnungen für die Oilers auf dem Eis, in denen der Rechtsschütze eine Torvorlage verbuchte. Im folgenden Spieljahr gelang ihm sein erster NHL-Treffer, allerdings blieb O’Marra der Durchbruch in der NHL verwehrt, sodass er überwiegend beim neuen Kooperationspartner der Oilers, den Oklahoma City Barons, aktiv war. Am 16. Februar 2012 wurde O’Marra erneut eingetauscht, diesmal für Verteidiger Bryan Rodney von den Anaheim Ducks. Für die Kalifornier bestritt der Offensivakteur zwei NHL-Partien und wurde – wie bereits zuvor in Edmonton – vorwiegend im AHL-Farmteam eingesetzt.
Die Spielzeit 2012/13 begann der Kanadier in Europa beim finnischen Erstligisten Pelicans Lahti in der SM-liiga und stand für diesen in acht Spielen auf dem Eis. Erfolgreicher verlief sein Engagement beim italienischen Klub SHC Fassa, wo der Center anschließend unterschrieb und in neun Partien der Serie A1 insgesamt 13 Punkte erzielte. Im Januar 2013 wurde O’Marra von Vålerenga IF aus der norwegischen GET-ligaen verpflichtet. Mit Vålerenga erreichte O’Marra die Finalserie um die Meisterschaft. Trotz des guten Verlaufs der Spielzeit in Norwegen kehrte er im Sommer 2013 nach Italien zurück und heuerte dort für eine Spielzeit beim HC Pustertal an. Die Saison 2014/15 verbrachte der Angreifer bei den Coventry Blaze in der britischen Elite Ice Hockey League (EIHL), mit denen er die Playoffs gewann. Im Sommer 2015 beendete der 28-Jährige seine Profikarriere und trat danach nur noch auf kanadischem Amateurniveau in Erscheinung.

### International
Für Kanada nahm O’Marra auf Juniorenebene an der U18-Junioren-Weltmeisterschaft 2005 sowie den U20-Junioren-Weltmeisterschaften 2006 und 2007 teil. Bei allen drei Turnieren gewann der Stürmer eine Medaille. Nachdem er bei der U18-Junioren-Weltmeisterschaft 2005 mit fünf Toren in sechs Begegnungen zum Gewinn der Silbermedaille beigetragen hatte, folgte ein Jahr später bei der U20-Junioren-Weltmeisterschaft der Triumph bei den Welttitelkämpfen. Die Titelverteidigung gelang 2007 durch einen Finalsieg gegen Russland. Bei beiden U20-WM-Turnieren stand der Rechtsschütze in jeweils sechs Partien auf dem Eis und verbuchte zwei Torvorlagen. Zuvor hatte er bereits das Team Canada Ontario bei der World U-17 Hockey Challenge 2004 vertreten und ebenfalls die Goldmedaille errungen. Zu diesem Erfolg hatte O’Marra drei Tore und vier Torvorlagen in sechs Spielen beigesteuert.

## Erfolge und Auszeichnungen
- 2005 Teilnahme am CHL Top Prospects Game
- 2013 Norwegischer Vizemeister mit Vålerenga IF
- 2015 EIHL-Playoffgewinn mit den Coventry Blaze

### International
- 2004 Goldmedaille bei der World U-17 Hockey Challenge
- 2005 Silbermedaille bei der U18-Junioren-Weltmeisterschaft
- 2006 Goldmedaille bei der U20-Junioren-Weltmeisterschaft
- 2007 Goldmedaille bei der U20-Junioren-Weltmeisterschaft

## Karrierestatistik

### International
Vertrat Kanada bei:
- World U-17 Hockey Challenge 2004
- U18-Junioren-Weltmeisterschaft 2005
- U20-Junioren-Weltmeisterschaft 2006
- U20-Junioren-Weltmeisterschaft 2007

(Legende zur Spielerstatistik: Sp oder GP = absolvierte Spiele; T oder G = erzielte Tore; V oder A = erzielte Assists; Pkt oder Pts = erzielte Scorerpunkte; SM oder PIM = erhaltene Strafminuten; +/− = Plus/Minus-Bilanz; PP = erzielte Überzahltore; SH = erzielte Unterzahltore; GW = erzielte Siegtore; 1 Play-downs/Relegation; Kursiv: Statistik nicht vollständig)